# Torneo preliminare FIRA 1994-1995
Il torneo preliminare FIRA 1994-1995 (in francese Tournoi préliminaire au trophée européen FIRA de rugby à XV 1995-1997) fu il 31º torneo internazionale di rugby a 15 organizzato dalla FIRA, ma, a differenza delle edizioni precedenti, non servì ad assegnare titoli di campione europeo.
Si tenne dal 15 ottobre 1994 al 28 maggio 1995 tra 10 squadre suddivise in due gironi con la formula degli incontri di sola andata. 
Essendo le principali squadre del campionato (Francia, Italia e Romania) impegnate nelle qualificazioni e nella partecipazione alla Coppa del Mondo di rugby 1995 in Sudafrica, la FIRA non diede luogo al campionato europeo, ma organizzò in sua vece un torneo preliminare che servisse di qualificazione al campionato europeo 1995-97, che già vedeva le tre citate formazioni presenti d'ufficio: il torneo preliminare quindi qualificò sette squadre al girone principale del successivo campionato relegando le ultime tre alla seconda divisione.
Le prime 3 di ogni girone più la vincente dello spareggio tra le due quarte accedettero alla prima divisione 1995-97, mentre la perdente lo spareggio e le quinte classificate dei gironi furono assegnate alla seconda divisione.
Le sei promosse direttamente furono Spagna, Russia, Portogallo, Polonia, Tunisia e Marocco; il Belgio fu ammesso dopo spareggio vinto 32-13 a Bruxelles contro la Rep. Ceca il 27 maggio 1995, mentre alla seconda divisione furono assegnate Germania e Paesi Bassi.
Fu disputato anche un torneo di 2ª divisione, diviso a gironi su criteri di contiguità geografica, senza promozioni né assegnazione di titoli.

## Squadre partecipanti
| 1ª divisione | 1ª divisione | 2ª divisione | 2ª divisione | 2ª divisione |
| Girone A     | Girone B     | Girone A     | Girone B     | Girone C     |
| ------------ | ------------ | ------------ | ------------ | ------------ |
| Belgio       | Germania     | Danimarca    | Bulgaria     | Andorra      |
| Paesi Bassi  | Marocco      | Lettonia     | Georgia      | Croazia      |
| Polonia      | Portogallo   | Lituania     | Moldavia     | Lussemburgo  |
| Russia       | Rep. Ceca    | Ucraina      | Ungheria     | Slovenia     |
| Tunisia      | Spagna       |              | Svizzera     |              |

## 1ª divisione

### Girone A
| Data       | Incontro              | Risultato | Sede       |
| ---------- | --------------------- | --------- | ---------- |
| 15-10-1994 | Polonia — Belgio      | 50-13     | Siedlce    |
| 22-10-1994 | Russia — Paesi Bassi  | 29-6      | Mosca      |
| 12-11-1994 | Belgio — Paesi Bassi  | 10-0      | Bruxelles  |
| 20-11-1994 | Tunisia — Polonia     | 15-9      | Tunisi     |
| 22-3-1995  | Belgio — Tunisia      | 6-10      | Bruxelles  |
| 26-3-1995  | Paesi Bassi — Tunisia | 23-18     | Amstelveen |
| 1-4-1995   | Tunisia — Russia      | 16-27     | Tunisi     |
| 23-4-1995  | Paesi Bassi — Polonia | 12-28     | Amersfoort |
| 6-5-1995   | Belgio — Russia       | 15-32     | Mosca      |
| 13-5-1995  | Polonia — Russia      | 15-18     | Sopot      |

|               | Classifica  | G | V | N | P | PF  | PS | P±  | PT |
| ------------- | ----------- | - | - | - | - | --- | -- | --- | -- |
|               | Russia      | 4 | 4 | 0 | 0 | 106 | 52 | +54 | 12 |
|               | Polonia     | 4 | 2 | 0 | 2 | 102 | 58 | +44 | 8  |
|               | Tunisia     | 4 | 2 | 0 | 2 | 59  | 65 | -6  | 8  |
|               | Belgio      | 4 | 1 | 0 | 3 | 44  | 92 | -48 | 6  |
| Retrocessione | Paesi Bassi | 4 | 1 | 0 | 3 | 41  | 85 | -44 | 6  |

### Girone B
| Data       | Incontro               | Risultato | Sede       |
| ---------- | ---------------------- | --------- | ---------- |
| 23-10-1994 | Rep. Ceca — Germania   | 12-5      | Říčany     |
| 13-11-1994 | Germania — Spagna      | 10-29     | Hannover   |
| 19-3-1995  | Portogallo — Marocco   | 26-16     | Lisbona    |
| 26-3-1995  | Spagna — Marocco       | 44-3      | Siviglia   |
| 2-4-1995   | Spagna — Rep. Ceca     | 90-8      | Madrid     |
| 9-4-1995   | Marocco — Rep. Ceca    | 18-13     | Casablanca |
| 22-4-1995  | Portogallo — Spagna    | 15-50     | Lisbona    |
| 29-4-1995  | Rep. Ceca — Portogallo | 18-19     | Praga      |
| 6-5-1995   | Marocco — Germania     | 21-6      | Oujda      |
| 14-5-1995  | Germania — Portogallo  | 16-26     | Heidelberg |

|               | Classifica | G | V | N | P | PF  | PS  | P±   | PT |
| ------------- | ---------- | - | - | - | - | --- | --- | ---- | -- |
|               | Spagna     | 4 | 4 | 0 | 0 | 213 | 36  | +177 | 12 |
|               | Portogallo | 4 | 3 | 0 | 1 | 86  | 100 | -14  | 10 |
|               | Marocco    | 4 | 2 | 0 | 2 | 58  | 89  | -31  | 8  |
|               | Rep. Ceca  | 4 | 1 | 0 | 3 | 51  | 132 | -81  | 6  |
| Retrocessione | Germania   | 4 | 0 | 0 | 4 | 37  | 88  | -51  | 4  |

## 2ª divisione

### Girone A
| Data       | Incontro             | Risultato | Sede       |
| ---------- | -------------------- | --------- | ---------- |
| 9-4-1994   | Lettonia — Lituania  | 28-10     | Kaunas     |
| 5-11-1994  | Danimarca — Lettonia | 27-19     | Copenaghen |
| 27-11-1994 | Danimarca — Ucraina  | 12-6      | Aalborg    |
| 1-1-1995   | Ucraina — Lituania   | 31-0      | Kiev       |
| 4-6-1995   | Lettonia — Ucraina   | 20-16     | Riga       |
|            | Lituania — Danimarca | n/d       |            |

|  | Classifica | G | V | N | P | PF | PS | P±  | PT |
|  | ---------- | - | - | - | - | -- | -- | --- | -- |
|  | Lettonia   | 3 | 2 | 0 | 1 | 67 | 53 | +14 | 7  |
|  | Danimarca  | 2 | 2 | 0 | 0 | 39 | 25 | +14 | 6  |
|  | Ucraina    | 3 | 1 | 0 | 2 | 53 | 32 | +21 | 5  |
|  | Lituania   | 2 | 0 | 0 | 2 | 10 | 59 | -49 | 2  |

### Girone B
|  | Semifinali | Semifinali | Semifinali |          |         | Finale          | Finale          | Finale          |  |
|  |            |            |            |          |         |                 |                 |                 |  |
|  | Bulgaria   | Bulgaria   | 8          |          |         |                 |                 |                 |  |
|  | Bulgaria   | Bulgaria   | 8          |          |         |                 |                 |                 |  |
|  | Georgia    | Georgia    | 70         |          |         |                 |                 |                 |  |
|  | Georgia    | Georgia    | 70         |          | Georgia | Georgia         | 47              |                 |  |
|  |            |            |            |          | Georgia | Georgia         | 47              |                 |  |
|  |            |            | Moldavia   | Moldavia | 5       |                 |                 |                 |  |
|  | Moldavia   | Moldavia   | Moldavia   | Moldavia | 5       | 17              |                 |                 |  |
|  | Moldavia   | Moldavia   |            |          |         | 17              |                 |                 |  |
|  | Ungheria   | Ungheria   | 14         |          |         | Finale 3º posto | Finale 3º posto | Finale 3º posto |  |
|  | Ungheria   | Ungheria   | 14         |          |         |                 |                 |                 |  |
|  |            |            |            |          |         |                 |                 |                 |  |
|  |            |            |            |          |         | Bulgaria        | Bulgaria        | 8               |  |
|  |            |            |            |          |         | Bulgaria        | Bulgaria        | 8               |  |
|  |            |            |            |          |         | Ungheria        | Ungheria        | 0               |  |

### Girone C
| Data       | Incontro               | Risultato | Sede        |
| ---------- | ---------------------- | --------- | ----------- |
| 3-10-1994  | Croazia — Svizzera     | 11-3      | Macarsca    |
| 15-10-1994 | Lussemburgo — Slovenia | 22-3      | Lussemburgo |
| 2-11-1994  | Slovenia — Svizzera    | 17-14     | Lubiana     |
| 26-11-1994 | Andorra — Slovenia     | 28-23     | Andorra     |
| 3-12-1994  | Croazia — Lussemburgo  | 12-21     | Spalato     |
| 8-4-1995   | Slovenia — Croazia     | 24-17     | Lubiana     |
| 22-4-1995  | Andorra — Croazia      | 0-16      | Andorra     |
| 30-4-1995  | Lussemburgo — Svizzera | 0-24      | Lussemburgo |
| 7-5-1995   | Andorra — Svizzera     | 6-0       | per forfait |
| 8-5-1995   | Lussemburgo — Andorra  | 18-18     | Lussemburgo |

|  | Classifica  | G | V | N | P | PF | PS | P±  | PT |
|  | ----------- | - | - | - | - | -- | -- | --- | -- |
|  | Lussemburgo | 4 | 2 | 1 | 1 | 61 | 57 | +4  | 9  |
|  | Andorra     | 4 | 2 | 1 | 1 | 52 | 57 | -5  | 9  |
|  | Croazia     | 4 | 2 | 0 | 2 | 56 | 48 | +8  | 8  |
|  | Slovenia    | 4 | 2 | 0 | 2 | 67 | 81 | -14 | 8  |
|  | Svizzera    | 4 | 1 | 0 | 3 | 41 | 28 | +13 | 5  |